# Ателас
Ате́лас (англ. athelas), також ацелас (рос. ацелас), цілема  — у легендаріумі Дж. Р. Р. Толкіна цілюща рослина з дуже сильним приємним запахом, що була привезена до Середзем'я нуменорцями наприкінці Другої Епохи. Росте тільки біля місць, де були поселення дунедайн. Слово «ателас» походить з синдарину, мовою квенья трава також називається «Асеа Араніон» (Asea Aranion), що означає «Королівський Листок»; буквальний переклад цієї назви присутній у вестроні (англ. Kingfoil — від старофр. foil — «листок»).
Наприкінці Третьої Епохи про цілющі властивості ателасу забули всі, окрім Слідопитів Півночі. Згідно гондорського фольклору цілюща сила рослини особливо велика в руках короля, що імовірно є проявом ельфійського спадку дому Еленділа.
Королівським листком Арагорн промивав рани Фродо Торбина від поранення чаклунським клинком ватажка назгулів на горі Вивітрень, також він зцілював ним рани Братства після Морії та після Битви на Пеленнорських полях лікував поранених назгулами, що додало йому авторитету в праві посісти Трон Гондору, підтверджуючи, що в його руках як нащадка дому Еленділа рослина набуває особливих цілющих властивостей.